# Jyske mesterskab 1947-48 (fodbold)
Det jyske mesterskab i fodbold 1947-48 var den 50. udgave af turneringen om det jyske mesterskab i fodbold for herrer organiseret af Jydsk Boldspil-Union. Turneringen blev vundet af Randers Freja for 4. gang efter omkamp mod Vejle BK.
Slutspillet om det jyske mesterskab bestod af det bedste jyske hold fra hver af de tre divisioner i Danmarksturneringen, AGF, Randers Freja og Vejle BK, samt vinderen af JBUs Mesterrække, AGF II. Det var første gang, at JBUs Mesterrække blev vundet af en klubs andethold.

## JBUs Mesterskabsrække
JBUs Mesterrække bestod af 20 hold inddelt i to kredse. Kredsvinderne gik videre til finalen i Mesterrækken. For første gang sluttede tre århusianske hold på de første tre pladser i Sydkredsen.

### Nord
| Pos | Hold             | K  | V  | U | T  | M+ | M- | MR    | P  | Kvalifikation eller nedrykning |
| --- | ---------------- | -- | -- | - | -- | -- | -- | ----- | -- | ------------------------------ |
| 1   | Herning Fremad   | 18 | 12 | 3 | 3  | 55 | 19 | 2,895 | 27 | Kvalifikation til finale       |
| 2   | Frederikshavn fI | 18 | 11 | 3 | 4  | 41 | 29 | 1,414 | 25 |                                |
| 3   | Viborg FF        | 18 | 11 | 1 | 6  | 55 | 31 | 1,774 | 23 |                                |
| 4   | Thisted IK       | 18 | 7  | 4 | 7  | 40 | 32 | 1,250 | 18 |                                |
| 5   | Aalborg Freja    | 18 | 7  | 2 | 9  | 41 | 50 | 0,820 | 16 |                                |
| 6   | Holstebro BK     | 18 | 6  | 3 | 9  | 21 | 31 | 0,677 | 15 |                                |
| 7   | Skovbakken IK    | 18 | 6  | 2 | 10 | 46 | 51 | 0,902 | 14 |                                |
| 8   | Skive IK         | 18 | 6  | 2 | 10 | 35 | 55 | 0,636 | 14 |                                |
| 9   | Nørresundby (O)  | 16 | 6  | 1 | 9  | 35 | 58 | 0,603 | 13 |                                |
| 10  | AaB II           | 18 | 5  | 3 | 10 | 28 | 41 | 0,683 | 13 | Nedrykning                     |

### Syd
| Pos | Hold           | K  | V  | U | T  | M+ | M- | MR    | P  | Kvalifikation eller nedrykning |
| --- | -------------- | -- | -- | - | -- | -- | -- | ----- | -- | ------------------------------ |
| 1   | AGF II         | 18 | 15 | 2 | 1  | 77 | 23 | 3,348 | 32 | Kvalifikation til finale       |
| 2   | AIA            | 18 | 11 | 4 | 3  | 47 | 20 | 2,350 | 26 |                                |
| 3   | Viby IF        | 18 | 9  | 3 | 6  | 40 | 28 | 1,429 | 21 |                                |
| 4   | Aabenraa BK    | 18 | 9  | 2 | 7  | 33 | 31 | 1,065 | 20 |                                |
| 5   | Fredericia (O) | 18 | 7  | 4 | 7  | 35 | 31 | 1,129 | 18 |                                |
| 6   | Silkeborg IF   | 18 | 8  | 2 | 8  | 35 | 47 | 0,745 | 18 |                                |
| 7   | Esbjerg fB II  | 18 | 7  | 3 | 8  | 29 | 34 | 0,853 | 17 |                                |
| 8   | Kolding IF     | 8  | 5  | 1 | 2  | 34 | 62 | 0,548 | 11 |                                |
| 9   | Vejle B II     | 18 | 3  | 3 | 12 | 25 | 43 | 0,581 | 9  |                                |
| 10  | Ikast fS (O)   | 18 | 3  | 3 | 12 | 23 | 56 | 0,411 | 9  | Nedrykningsslutspil            |

### JBU Mesterrækken finale
| 23. maj 1948 14:00 |

| Herning Fremad | 0 - 1   | AGF II                |
| -------------- | ------- | --------------------- |
|                | (0 - 0) | Freddy Sørensen 80' · |

| Silkeborg Stadion, Silkeborg Tilskuere: 6.000 |

## Slutspil

### Kvalifikation
| Hold til slutspil | Kvalificeret som                       | Øvrige deltagere                 |
| ----------------- | -------------------------------------- | -------------------------------- |
| AGF II            | Vinder af JBU Mesterrækken             |                                  |
| AGF               | Bedst placerede JBU-hold i 1. division |                                  |
| Randers Freja     | Bedst placerede JBU-hold i 2. division | Esbjerg fB, AaB og Aalborg Chang |
| Vejle BK          | Bedst placerede JBU-hold i 3. division | Horsens fS og Vejen SF           |

### Semifinaler
| 8. juni 1948 |

| Vejle BK         | 1 - 0   | AGF |
| ---------------- | ------- | --- |
| Hans Christensen | (1 - 0) |     |

| Vejle Stadion, Vejle |

| 9. juni 1948 |

| Randers Freja                                                 | 3 - 2 e.f.s.             | AGF II                                 |
| ------------------------------------------------------------- | ------------------------ | -------------------------------------- |
| Ivan Nybo 22' · Thorkild Larsen 80' · Svend Aage Nielsen 113' | Ord. kamp: 2 - 2 (1 - 2) | Freddy Sørensen 2' · Arne Nielsen 5' · |

| Randers Stadion, Randers Tilskuere: 4.500 |

### Finale
| 13. juni 1948 |

| Randers Freja          | 1 - 1 | Vejle BK              |
| ---------------------- | ----- | --------------------- |
| Karl Engel Poulsen 43' |       | Henry Henriksen 15' · |

| Silkeborg Stadion, Silkeborg |

### Omkamp
| 15. juni 1948 |

| Randers Freja | 5 - 1   | Vejle BK               |
| --- | ------- | ---------------------- |
| Thorkild Larsen 1-1' · Svend Aage Nielsen 2-1' · Karl Engel Poulsen 3-1' · Thorkild Larsen 4-1' · Alex Clausen 5-1' strf. | (1 - 1) | Henry Henriksen 0-1' · |

| Silkeborg Stadion, Silkeborg Tilskuere: 5.000 |